# ギヨーム・ジョゼフ・シャミナード
ギヨーム・ジョゼフ・シャミナード（Guillaume-Joseph Chaminade, 1761年4月8日 - 1850年1月22日）は、フランス出身のカトリックの司祭である。
1816年に修道女のアデル・ド・トランケレオンと共に汚れなきマリア修道会を、1817年にはマリア会を創立した。2000年に教皇ヨハネ・パウロ2世によって列福された。
一族に作曲家・ピアニストのセシル・シャミナード（1857年 - 1944年）がいる。

## 生涯・人物
1761年4月8日、フランスのペリグーに、父ブレーズと母カテリーヌとの間に誕生する。10歳のときにムシダンの小神学校に入学するが、ムシダンには『岩の聖母』聖堂があり、ここをシャミナードはしばしば巡礼した。14歳には足に石が落下し大怪我をしたが、兄のバチストが「足の怪我が治ったら、『ベルドゥレーの聖母』聖堂に巡礼しようと提案したところ、シャミナードの怪我は良くなっていったという。次いでボルドーのギエンヌ学院でラクロワ神父に面倒を見られ、パリで一年ほど学んだ後、1785年に司祭に叙階された。また、1788年には『神学博士』になった。1789年のフランス革命以前には、ムシダンの小神学校で会計係と教師をしていた。
1790年、フランス革命による聖職者民事基本法によって統制された司祭として生きることを拒絶し、彼を捕らえようとする官憲の目を避けて、ムシダンを去った。1791年にボルドーへ入り、恐怖政治の時代にあって命がけで秘密裏に聖務を行っていた。1795年から2年間、つかのまの宗教迫害の休止の後、1797年に迫害が再開された時、シャミナードはスペインに亡命を余儀なくされる。亡命中、サラゴサのヌエストラ・セニョーラ・デル・ピラール聖堂の「柱上の聖母」の傍近くで恵みの日々を過ごし、ここで将来の使命、マリアニスト家族についてのインスピレーションを受ける。
1800年、39歳の時にボルドーへ戻り、現在の信徒マリアニスト共同体 (MLC) の前身であるコングレガシオン（修道会）を創立する。
1809年、“エタ”が誕生する。これは世間で生活しながら，神に身を捧げて生きることを望む人々のためのものである。
その後は青少年の教育に携り、修道女アデル・ド・トランケレオンと共に汚れなきマリア修道会（女子修道会）を、1817年にはマリア会（男子修道会）を創立する。
1819年、ボルドーに15名の生徒を集めて中学校を開校する。5年後にはフランス南西部に15の学校を持つまでに発展する。
シャミナードはその後の生涯の日々を、自ら創立した諸事業への奉仕のうちに過ごし、1850年1月22日にボルドーで死去した。
2000年9月3日、ローマのサン・ピエトロ大聖堂において教皇ヨハネ・パウロ2世によって列福された。

## マリア会
今日、マリア会は世界30数カ国において、約1600人の会員が約8000人の教師と協力し、大学、高等学校、中学校、小学校ならびに幼稚園を含む135の教育施設で教育にあたっている。 ハワイのシャミナード大学もマリア会によって創立された大学で、ギヨーム・ジョゼフ・シャミナードにちなんで名付けられている。

### マリア会歴代総長
- Guillaume Joseph Chaminade (1817-1845)
- Georges J Caillet Georges J Caillet (1845-1868)
- Jean J Chevaux Jean J Chevaux (1868-1875)
- Joseph Simler Joseph Simler (1876-1905)
- Joseph Hiss Joseph Hiss (1905-1922)
- Ernest J Sorret Ernest J Sorret (1922-1933)
- Francois J Kieffer Francois J Kieffer (1934-1940)
- Sylvester J Juergens Sylvester J Juergens (1946-1956)
- Paul J Hoffer Paul J Hoffer (1956-1971)
- Stephen J Tutas Stephen J Tutas (1971-1981)
- Jose Maria Salaverri Jose Maria Salaverri (1981-1991)

### マリアニスト家族
マリア会（男子修道会）、汚れなきマリア修道会（修女会）、男女に分かれている在俗信徒会は「マリアニスト家族」を構成している。

### 日本では
日本には1887年に5人のマリア会員が派遣され、翌年東京に暁星学園が創立された。1891年には長崎市に海星学園が、1898年には大阪市に大阪明星学園が、1901年には横浜市にセント・ジョセフ学院が創立された。1946年には札幌市の札幌光星学園を継承した。
1948年に男子マリア会から調布市の土地を寄付され「汚れなきマリア修道会」が創立されたことで1950年に暁星学園附属マリアの園幼稚園が開園、1957年に暁星学園附属晃華小学校が開校された。1958年には東村山市に暁星学園附属暁星幼稚園が開園された。1961年に学校法人暁星学園より法人分離して学校法人晃華学園が独立した。暁星学園附属マリアの園幼稚園を晃華学園マリアの園幼稚園と改称、暁星学園附属暁星幼稚園を晃華学園暁星幼稚園と改称、暁星学園附属晃華小学校を晃華学園小学校と改称し、1963年、晃華学園中学校高等学校が開校されて今日に至っている。
日本での教育事業は、
- 学校法人暁星学園（暁星幼稚園、暁星小学校、暁星中学校・高等学校）
- 学校法人札幌光星学園（札幌光星中学校・高等学校）
- 学校法人大阪明星学園（明星中学校・高等学校）
- 学校法人海星学園（海星中学校・高等学校）
- セント・ジョセフ・インターナショナル・スクール（2000年に廃校）
- 学校法人晃華学園

晃華学園マリアの園幼稚園、晃華学園小学校、晃華学園中学校高等学校